# ケイアップル
ケイアップル（別名:ウムココラ、英語名：Kei Apple、学名：Dovyalis caffra）は、南アフリカ原産の常緑中低木。ヤナギ科に属す（従来の分類ではイイギリ科とされていた）。名称の由来であるグレイト・ケイ川流域からアフリカ大陸東海岸沿いの北はタンザニアまでが産地である。

## 特徴
樹高は乾燥地帯では6m、それほど乾燥していない地域では9mほどまで成長し、樹形は乱れやすい。葉腋からは3-6cmの棘が生え、棘の根元の芽からは卵形の葉が交互に生じる。
花は花弁がない為、地味であまり目立たない。雌雄異株の為、結実させるには雌雄2本を植える必要がある。稀に雌株で単為結果が起きる。
果実は果皮、果肉ともに黄色もしくはオレンジ色をしており、直径2.5-4cmの球形で、細かい種子を含む。果汁が多く、酸味があるがリンゴに似た味がして美味である。豊産性で夏季に枝に大量の果実が垂れ下がった姿が見られる。蒔種から結果までの年数は約4年である。
塩害と乾燥に非常に耐性があり、また、亜熱帯性の植物でありながら-6℃までの耐寒性がある。

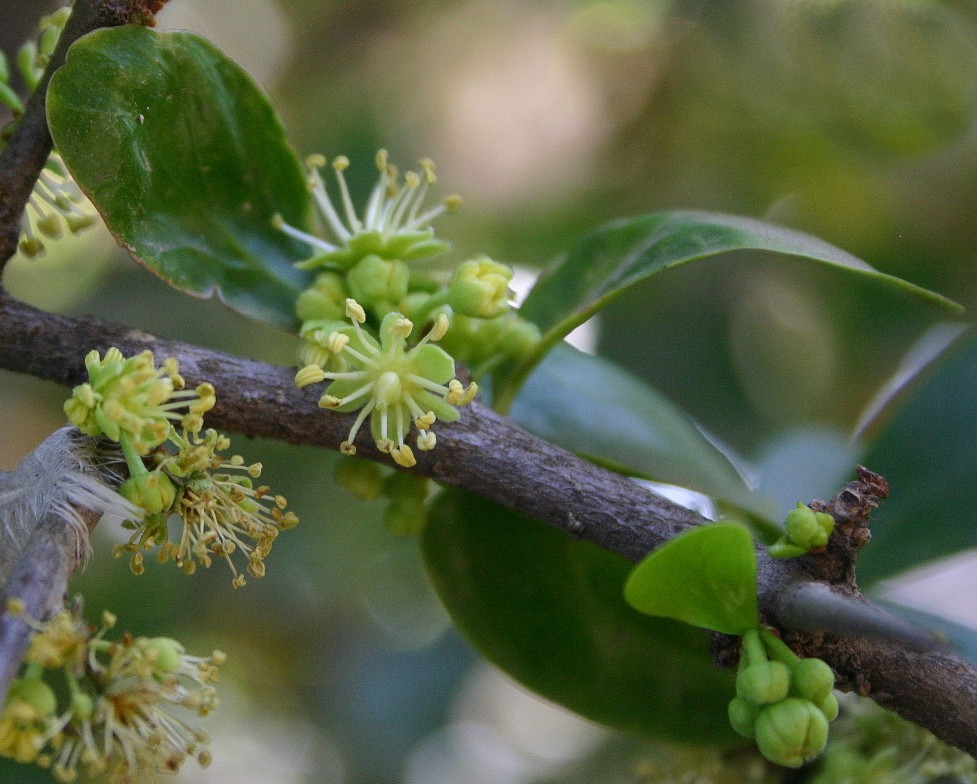
ケイアップルの花。

## 利用
南アフリカでは伝統的に食されているが、一部の地域を除いて外部にはまだあまり知られていない植物である。果実は主に生食され、また特有の酸味を消すために砂糖をかけて食べたり、ジャム、ピクルスやデザート用に加工されて消費される。今後の活用方法次第では、原産地周辺の地域が抱えてきた飢餓や劣悪な栄養状態の改善に貢献する可能性を持つ。
地中海沿岸、アメリカ・カリフォルニア州およびフロリダ州などの温暖な地域では既に栽培が始まっている。その棘と入り組んだ枝の為、侵入を許さない堅牢な垣根として利用される。優れた特性をいくつも持ち、今後の品種改良に非常に期待の持てる果樹で、温暖化の影響で生育環境が合わなくなってきた柑橘類などの代わりに経済栽培が進む可能性がある。塩害の被害を受けやすい海岸沿いでの活躍も期待される。果実の大型化と食味の改良、棘の縮小化などが改良のポイントとなるであろう。